# Rogério Menezes
Rogério Reis de Souza Menezes (Mutuípe, 6 de janeiro de 1954), é um jornalista e escritor brasileiro, autor de 25 livros que incluem romances, biografias, crônicas e ensaios.

## Carreira
Rogério Menezes foi responsável pela coluna "Crônica da Cidade", no Correio Braziliense, entre 2000 e 2002. Considerado um dos melhores cronistas da atualidade, trabalhou na redação de diversos jornais e revistas conceituados, foi repórter e editor das revistas Veja São Paulo, Marie Claire, Contigo!, Caras e dos jornais Correio Braziliense, O Estado de S. Paulo e Folha da Tarde.  Deixou a Bahia aos 32 anos em 1986 para viver em São Paulo. Em 1997, mudou-se para Brasília. Morou no Rio de Janeiro em 2012. Teve uma passagem recente pelo jornal Correio, onde escrevia a "Coluna Vertebral" aos domingos entre janeiro de 2017 e 2019. Em entrevista ao citado jornal durante o lançamento de seu último livro, o autor diz considerar-se um ‘sertanejano’, soteropolitano, paulistano, carioca e brasiliense, um ser camaleônico que não pertence a qualquer lugar.  Atualmente o escritor vive na cidade de Jequié, no interior da Bahia, depois de viver entre diferentes capitais do País.

## Produção literária e jornalística
Rogério Menezes escreveu mais de 800 crônicas, publicadas no Correio Braziliense entre 2000 e 2002. Aos 26 anos, publicou seu primeiro romance, Meu nome é Gal (1984), pela Codecri, que ganhou uma adaptação teatral em Salvador. Seu segundo livro, Um povo a mais de mil – Os frenéticos carnavais de baianos e caetanos (1994) foi publicado pela Scritta Editorial.  Em seguida, surgiu o romance Três elefantes na Ópera (2001), publicado pela Record. Em 2003, reuniu parte de sua produção como cronista em uma coletânea de crônicas sobre a cidade de Brasília intitulada A solidão vai acabar com ela: 60 crônicas de uma Brasília desconhecida, publicado pela Versal. Em 2009, a Record publicou seu romance Um náufrago que ri.  Em 2019, publicou seu livro mais recente, 2+1 pela editora africana Bissau Livros. Escreveu ainda uma série de biografias de grandes artistas brasileiros, tais como Ary Fontoura, Bete Mendes e Walderez de Barros, através da coleção Aplauso editada pela Imprensa Oficial do Estado de São Paulo.

Quando indagado sobre a evolução do gênero crônica na entrevista ao Correio, o autor declarou: 
"A crônica brasileira vai bem, obrigado; os cronistas, nem tanto. Não sei se posso falar de evolução do gênero no Brasil, e sim de perenidade. Sempre houve e sempre haverá cronistas que se disponham a olhar a vida além do próprio umbigo, mas sempre a partir de um ponto de vista pessoal e intransferível."
Em outra entrevista ao blog Jornalista escritor, o autor  diz optar pela literatura em vez do jornalismo e que mesmo se quisessem, jornalismo e literatura não se misturam. Define a crônica como um  pequeno conto, com moral, pois enquanto o conto conta uma história sem o posicionamento do autor ou que o autor possa se revelar, "a crônica dá vez e voz a esse narrador-cronista que, ao contar uma história ou fazer uma certa reflexão sobre um assunto-de-momento, sempre dá um pitaco, sempre emite uma opinião, sempre toma partido, sempre se revela e se escancara. e ao se revelar e se escancarar também revela e escancara a sociedade na qual está inserido, e da qual quer criticar mazelas e revelar segredos."

## Recepção crítica
A obra de Menezes sempre recebeu avaliações positivas por parte da crítica. Meu nome é Gal fez parte do corpus de uma tese de mestrado da Ufba logo após seu lançamento, tendo sido analisado posteriormente no livro O pop: literatura mídia e outras artes. José Geraldo Couto, colunista da Folha de S.Paulo tece elogios ao romance Três Elefantes na Ópera, definindo-o como "um retrato perturbador da solidão e da morte nas nossas metrópoles superlotadas de gente, de máquinas e de lixo". A solidão vai acabar com ela também recebeu crítica positiva no jornal A Tarde na época de seu lançamento em 2003. Em resenha de seu último livro 2+1, o diretor de teatro Luiz Marfuz afirma que é difícil resumir a história que possui muitos fios e personagens enredados, e que a história é o que menos importa neste romance, pois o autor "se reinventa e trava um tenso e agudo diálogo com a linguagem e a literatura, denunciando-as seguidamente como meios fracassados de expressão. Não sem antes afiar a lâmina da navalha para liquidar as promessas da psicanálise, e outras instituições que se comprimem na vertigem do abismo da civilização."

## Obras
- Meu nome é Gal (1984).
- Um povo a mais de mil – Os frenéticos carnavais de baianos e caetanos (1994).
- Três elefantes na Ópera (2001).
- A solidão vai acabar com ela: 60 crônicas de uma Brasília desconhecida (2003).
- Um náufrago que ri (2009).
- 2+1 (2019).